# Gīdam
Gīdam är en ort i Indien.   Den ligger i delstaten Chhattisgarh, i den centrala delen av landet, 1 200 km söder om huvudstaden New Delhi. Gīdam ligger 396 meter över havet och antalet invånare är 6 228.
Terrängen runt Gīdam är platt, och sluttar västerut. Runt Gīdam är det ganska tätbefolkat, med 93 invånare per kvadratkilometer. Det finns inga andra samhällen i närheten. I omgivningarna runt Gīdam växer huvudsakligen savannskog.